# Eva Kiedroňová
Eva Kiedroňová (* 13. Juli 1963 in Třinec, Tschechoslowakei) ist eine tschechische Autorin von Fachpublikationen über die Ausbildungsmethode der Eltern im Bereich der Kinderpflege und der natürlichen psychomotorischen Entwicklung des Kindes bis zum 1. Lebensjahr; Autorin der Methode zur Abhärtung, Massage, Gymnastik und Schwimmen für Säuglinge, Kleinkinder und Kinder im Vorschulalter.

## Beruflicher Werdegang
Eva Kiedronova ist von Beruf Kinderphysiotherapeutin, sie hat sich dem Schwimmen und Rettungsschwimmen gewidmet. Seit 1989 organisiert sie Kurse über korrekte Manipulation mit kleinen Kindern, Beratungen über die psychomotorische Entwicklung des Kindes, Gymnastik und Schwimmen mit Neugeborenen, Säuglingen und Kleinkindern, Babymassagen und Abhärtung der Kinder von Geburt an. Sie bemüht sich um die Weiterentwicklung der Ausbildung des Fachpersonals und Eltern im Bereich der Entwicklung und Pflege eines Kindes im Einklang mit seinen Bedürfnissen, seiner Stimmung und der psychomotorischen Reife.
1985 begann sie als erste in der damaligen Tschechoslowakei die Idee des Babyschwimmens und weiterer Aktivitäten für Familien mit Babys zu entwickeln und propagieren. Im Jahre 1988 begann sie mit Iva Mala (Spezialistin für psychomotorische Entwicklung des Kindes) zusammenzuarbeiten. Im Jahre 1989 gründete sie den Baby Club Kenny in Třinec, dessen Schwerpunkt das Schwimmen mit Säuglingen und Kleinkindern war. Auf diese Weise wurde Třinec zur ersten Stadt in der Tschechoslowakei, wo das Schwimmen mit Säuglingen begann.
In den Jahren 1988 bis 1995 organisierte und realisierte sie mit ihrem Instruktoren-Team das Säuglingsschwimmen in zweiundvierzig Städten der Tschechischen Republik und drei Städten der Slowakischen Republik. Basierend auf der Methodik von Eva Kiedroňová und ihren Grundsätzen schwimmt fast die gesamte Tschechischen Republik.
2005 baute sie das erste eigene Zentrum für Schwimmen für Säuglinge, Kleinkinder und Kinder im Vorschulalter in Třinec mit dem Namen "Hafen der Kindheit" auf. Im Jahr 2013 gründete sie den Tschechischen Verein der Instruktoren für psychomotorische Aktivitäten für Säuglinge, Kleinkinder und Kinder im Vorschulalter, Handelsgesellschaft (TVIPA; org. ČAIPA – Česká asociace instruktorů psychomotorických aktivit kojenců, batolat a předškoláků,o.s.), die im Jahr 2014 die erste internationale Konferenz zum Thema: Bedeutung und Art und Weise des Schwimmens für Säuglinge und Kleinkinder in einzelnen Ländern veranstaltete, an welcher Vertreter aus 21 Ländern teilnahmen.
2013 eröffnete sie das Bildungsinstitut von Eva Kiedroňová e. V., dessen Ziel es ist, sich der Ausbildung der Eltern und des Fachpersonals im Bereich der Kinderpflege zu widmen.
Sie fördert die Ausbildung der Eltern in der Elternrolle durch eine Kombination aus Vorträgen, Erlebnisprogrammen, Onlinekursen und Publikationen. Auf gleiche Weise konzentrierte sie sich auch auf die Ausbildung von Fachpersonal in vielen Ländern der Welt.

### Ausbildung
- Mittlere medizinische Schule mit der Fachrichtung Kinderkrankenschwester in Nový Jičín
- Weiterbildendes Studium in der Fachrichtung Physiotherapeut in Ostrava
- Angewandtes Sportunterricht am Palacký-Universität in Olomouc

## Grundideen
- „Von gutem Anfang hängt alles ab.“ - J. A.Komenský
- „Für alles, was die Menschheit tut, gibt es Schulen und Kurse, aber für die wichtigste Aufgabe – die Elternschaft, gibt es keine Schulen.“

Eva Kiedronova ist überzeugt davon, dass Elternschaft die wichtigste Aufgabe im Leben der Menschen ist, für welche es eine seriöse Ausbildung geben sollte. Die Eltern sollten zuerst wissen wie sie das Kind pflegen und wie sie mit ihm spielen sollten, und das alles zum Wohle seiner Gesundheit und in Übereinstimmung mit seinen Bedürfnissen, der Stimmung und der psychomotorischen Entwicklung. Die eigentliche Pflege sollte dann mit Gefühl und Intuition verbunden werden.
- „Kinder sind wie Äffchen - Äffchen sieht, Äffchen tut.“

Sie behauptet, dass das Kind sich nicht so verhalten wird, wie wir es wollen oder ständig fordern, aber es wird genau das tun, was es bei seinen Eltern, die ihn regelmäßig pflegen, beobachtet und sieht.
- „Jedes Kind kann vor Allem das, was es bei seinen Eltern beobachten und mit ihnen üben konnte.“

Basierend auf ihren jahrelangen Erfahrungen behauptet sie, dass z. B.: Wenn das Kind nicht schwimmen kann, dann ist sehr oft der Grund dafür die Angst vor dem Wasser, welche es bei den Eltern beobachten konnte, und umgekehrt. Wenn die Wasser liebenden Eltern mit dem Kind von der Geburt an regelmäßig zum Schwimmen gingen, dann wird auch das Kind das Wasser lieben und mit einem Lächeln tauchen können.

## Eva Kiedroňovás Arbeitsmethodik
Eva Kiedroňovás Methodik basiert auf dem Beispiel der Eltern als Bildungsfaktor.
Ihre Methoden betreffen insbesondere:
- die korrekte Manipulation mit dem Kind
- die Stimulation der psychomotorischen Entwicklung des Kindes bis zum 1. Lebensjahr,
- das Schwimmen für Säuglinge, Kleinkinder und Kinder im Vorschulalter,
- die Gymnastik für Säuglinge und Kleinkinder,
- das Abhärten und Babymassage.

Eva Kiedronovas Methoden sind nicht nur auf die Pflege und Stimulation eines Kindes fokussiert, aber auch auf Spiele, Turnen, Schwimmen, Abhärten und Massage vor allem für Kinder bis zum 3. Lebensjahr, was sie für den wichtigsten Zeitabschnitt im Leben des Menschen hält.
Die einzelnen Methoden beinhalten eine genaue Beschreibung der Griffe, Griffwechsel und Vorgehensweisen bei der Arbeit einem Kind in den einzelnen Bereichen im Einklang mit seinen Bedürfnissen, Stimmung und der psychomotorischen Reife. Für eine bessere Kommunikation gab sie den einzelnen Griffen eigene Namen. Bei jedem Griff und jeder Tätigkeit beschrieb sie die Bedeutung der richtigen Ausführungsart und wies auf die häufigsten Fehler und deren Folgen hin.
Das Ziel dieser Methode ist es, die Gesundheit, richtige psychomotorische Entwicklung und das allgemeine Wohlbefinden des Kindes schon in seinem frühen Alter zu fördern, und das bei der regelmäßigen Pflege, die ihm seine Eltern während des ganzen Tages bieten.
Eva Kiedronova ist die Autorin der weltweit einzigartigen und im Ausland sehr bewunderten halbgefüllten Daunendecke, deren Verwendung dem Kind in allen Aspekten gerecht wird und die Arme der unqualifizierten Eltern, vor allem der Mutter, vollständig ersetzen kann.
Die Methode ist vor allem für werdende Eltern und Eltern von erstgeborenen Kindern bestimmt, aber auch für Fachpersonal, welches sich der Kinderpflege, Kinderentwicklung oder Freizeitaktivitäten für Eltern mit Kindern bis zu erstem Lebensjahr widmen.
Im Jahr 1993 auf dem Internationalen Kongress der Wasser-Aktivitäten in Buenos Aires in Argentinien, wurde ihre Methodik des "Schwimmens" für Säuglinge und Kleinkinder als eine am besten durgearbeitete Methodik der Welt ausgezeichnet.

## Veröffentlichungen

### Publikationen
Die folgenden Publikationen sind in der tschechischen Sprache verfasst.
- Wie werden Wassermännchen geboren, org. Jak se rodí vodníčci (1991) – Buch und Film, von dem Verlag Salvo veröffentlicht
- Abhärtung der Kleinsten, org. Otužování nejmenších (1992) - Broschüre
- Zärtliche Umarmung der Eltern, org. Něžná náruč rodičů (2004) – Buch, Poster und DVD, veröffentlicht von dem Verlag Grada, ISBN 80-247-1210-5[10]
- Wachse mein Kindlein..., org. Rozvíjej se, děťátko ... (2010) – , Broschüre und Poster, veröffentlicht von dem Verlag Grada, ISBN 978-80-247-3744-7
- Wie werden Wassermännchen geboren, Teil 1, org. Jak se rodí vodníčci, 1. díl (2012) – Buch, Broschüre und DVD, veröffentlicht von dem Verlag Grada, ISBN 978-80-247-4667-8

2014–2015 – in Übereinstimmung mit diesen Publikationen hat Eva Kiedronova eine Sammlung Filme „Glückliches Kind“ gedreht. Es handelt sich um bildende Onlinekurse im Bereich der Kinderpflege und Kindesentwicklung.